# Tętnica żołądkowo-sieciowa lewa

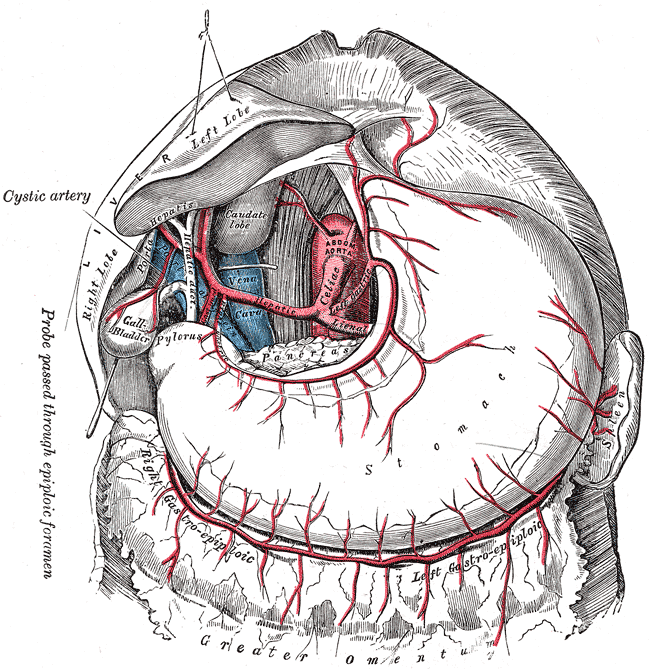
Tętnica żołądkowo-sieciowa lewa podpisana Left Gastro-epiploic

Tętnica żołądkowo-sieciowa lewa (łac. arteria gastroomentalis sinistra, arteria gastroepiploica sinistra) – w anatomii człowieka tętnica jamy brzusznej, będąca gałęzią odchodzącą od tętnicy śledzionowej tuż przed jej ostatecznym rozpadem na drobne gałęzie we wnęce śledziony. Może też odchodzić nie bezpośrednio od tętnicy śledzionowej, ale od jednej z jej końcowych gałęzi. Początkowo biegnie w więzadle żołądkowo-śledzionowym, po czym dochodzi do krzywizny większej żołądka, wzdłuż której następnie przebiega w stronę prawą aż do połączenia z tętnicą żołądkowo-sieciową prawą (odchodzącą od tętnicy żołądkowo-dwunastniczej). Podczas przebiegu oddaje gałęzie unaczyniające żołądek i sieć większą. Towarzyszy jej żyła żołądkowo-sieciowa lewa, uchodząca do żyły śledzionowej.